# Bijela Stijena
Bijela Stijena je naselje u općini Okučani u Brodsko-posavskoj županiji. Nalazi se na Psunju, sjeverno od Okučana na cesti prema Lipiku, susjedna sela su Trnakovac i Bjelanovac koji je naselje u sastavu grada Lipika. Prema popisu stanovništva iz 2011. godine Bijela Stijena je imala 20 stanovnika, dok je 2001. imala 53 stanovnika od toga 52 Hrvata.
| broj stanovnika | 186   | 159   | 151   | 198   | 244   | 235   | 201   | 237   | 194   | 192   | 172   | 147   | 75    | 50    | 53    | 30    | 7     |
|                 | 1857. | 1869. | 1880. | 1890. | 1900. | 1910. | 1921. | 1931. | 1948. | 1953. | 1961. | 1971. | 1981. | 1991. | 2001. | 2011. | 2021. |

## Znamenitosti
Iznad mjesta nalaze se ruševine utvrde Bijela Stijena.